# Phanerotoma katkowi
Phanerotoma katkowi är en stekelart som beskrevs av Kokujev 1900. Phanerotoma katkowi ingår i släktet Phanerotoma och familjen bracksteklar. Inga underarter finns listade i Catalogue of Life.